# Margareth Mahler
Margareth Schoenberger Mahler (Sopron, 1900(Nota 1) — Nova Iorque, 1985), foi uma psiquiatra e psicanalista infantil americana.
Distinguiu-se pelos seus estudos sobre psicose infantil.

## Obras
- Psychose infantile[1]
- La naissance psychologique de l'être humain[1]